# Aeroporto di Belluno
L'Aeroporto di Belluno (IATA: BLX, ICAO: LIDB) si trova lungo la strada statale 50 del Grappa e del Passo Rolle, tra Ponte nelle Alpi e Belluno, ed è intitolato all'aviatore Arturo Dell'Oro.
È sede dell'aeroclub Belluno "Arturo dell'Oro" ASD ed anche un aeroporto militare, sede del 4º raggruppamento AVES "Altair" 44º Gruppo Squadroni Fenice, fin sul finire degli anni 90 (ora dismesso), e della filiale della compagnia Babcock MCS Italia (precedentemente Inaer), specializzata in servizi di elisoccorso, offshore e antincendio. Verso la fine degli anni sessanta l'aeroporto venne collegato a Milano e Cortina dalla compagnia Aeralpi, che operava da Belluno con aerei De Havilland Canada DHC-6 Twin Otter da 18 posti.
L'Aero Club Belluno, fondato nel 1951 ed affiliato all'Aero Club d'Italia, rappresenta una delle comunità di piloti più numerosa del nord Italia, gestisce la scuola di volo dove è possibile conseguire la licenza di Pilota Privato di Velivolo a motore (PPL), la licenza di Pilota di Volo a Vela (aliante). Sempre presso l'Aero Club Belluno è possibile conseguire anche l'abilitazione al volo a motore in montagna.
Presso l'aeroporto ha sede inoltre l'Aero Club Paracadutismo Belluno ASD.